# Matthew del Negro
Matthew Del Negro es un actor estadounidense.

## Biografía
Es el más joven de tres hermanos.
El 7 de septiembre de 2002 Matthew se casó con Deirdre Whelan Del Negro, la pareja tiene dos hijos.

## Carrera
En el 2002 apareció como invitado en la exitosa serie The Sopranos donde dio vida al asesor financiero Brian Cammarata, el primo de Carmela Soprano (Edie Falco) hasta el 2007.
En el 2005 se unió al elenco recurrente de la sexta temporada de la serie The West Wing donde dio vida a Bram Howard, un miembro del equipo de campaña presidencial de Matthew Santos (Jimmy Smits) y luego miembro del personal de la Casa Blanca.
En el 2007 apareció como invitado en la serie CSI: Miami donde interpretó al agente del FBI Mike Farallon.
Ese mismo año apareció como invitado en la serie Stargate: Atlantis donde interpretó al doctor Mike Branton, un miembro de la expedición Atlantis.
En el 2008 apareció en la película de terror Trailer Park of Terror donde interpretó al joven pastor Lewis, quien cuida de seis problemáticos estudiantes.
En el 2009 apareció como invitado en la segunda temporada de la serie United States of Tara donde interpretó al abogado Nick Hurley, el novio de Charmaine Craine (Rosemarie DeWitt) a quien deja plantada en el altar al finalizar la segunda temporada en el 2010.
En el 2011 se unió al elenco recurrente de la serie Rizzoli & Isles donde interpretó al mecánico Giovanni Gilberti, el exnovio de la doctora Maura Isles (Sasha Alexander).
En el 2012 apareció como invitado en la serie Ringer donde interpretó al oficial Grady Torrance, el superior del agente del FBI Victor Machado (Nestor Carbonell).
Ese mismo año apareció en la película Blue-Eyed Butcher donde dio vida a un compañero de trabajo de Jeff, la película está basada en los hechos reales ocurridos en el 2003 luego de que Jeff Wright fuera asesinado por su esposa Susan Wright.
En el 2013 apareció como invitado en la serie Witches of East End donde interpretó a Archibald Browning, un poderoso brujo y padre de Penelope Gardiner (Virginia Madsen): Archibald muere después de que Joanna Beauchamp acuchilla para salvar a su hermana Wendy Beauchamp luego de que Archibald intentara matarla. También se unió al elenco recurrente de la serie Mistresses donde interpreta a Jacob Pollock, un compañero de trabajo de la doctora Karen Kim (Yunjin Kim).
Ese mismo año se unió al elenco recurrente de la serie Teen Wolf donde interpreta al agente del FBI Rafael McCall, el padre del hombre lobo Scott McCall (Tyler Posey).

## Filmografía

### Series de televisión
| Año             | Título                         | Personaje            | Notas                                    |
| --------------- | ------------------------------ | -------------------- | ---------------------------------------- |
| 2015 - presente | Gen Zed                        | Jeremy               | -                                        |
| 2014 - presente | Scandal                        | Michael              | 9 episodios                              |
| 2015            | Madam Secretary                | Mike Wilkerson       | episodio "The Doability Doctrine"        |
| 2015            | Chicago Fire                   | Pat Pridgen          | 2 episodios                              |
| 2015            | Marry Me                       | Peter                | episodio "Change Me"                     |
| 2014            | State of Affairs               | D.T.                 | -                                        |
| 2014            | NCIS: Los Angeles              | Jack Simon           | 3 episodios                              |
| 2014            | The Neighbors                  | Rob                  | episodio "High School Reunion"           |
| 2013 - 2017     | Teen Wolf                      | Rafael McCall        | 19 episodios                             |
| 2013 - 2014     | Mistresses                     | Jacob Pollack        | 15 episodios                             |
| 2013            | Witches of East End            | Archibald Browning   | episodio "Potentia Noctis"               |
| 2011 - 2013     | Rizzoli & Isles                | Giovanni Gilberti    | 4 episodios                              |
| 2013            | CSI: Crime Scene Investigation | Alan Quinn           | episodio "Fearless"                      |
| 2013            | Criminal Minds                 | Det. David Rizzo     | episodio "Carbon Copy"                   |
| 2012 - 2013     | Chasing the Hill               | Henry Walls          | 4 episodios                              |
| 2012            | Happy Endings                  | Kent                 | episodio "Cazsh Dummy Spillionaires"     |
| 2012            | The Good Wife                  | Curtis Robb          | episodio "I Fought the Law"              |
| 2012            | Damages                        | Fuente de Chris      | episodio "But You Don't Do That Anymore" |
| 2012            | The Client List                | Josh Harper          | episodio "Try, Try Again"                |
| 2012            | Ringer                         | Grady Torrance       | 3 episodios                              |
| 2011            | Chase                          | Psiquiatra Alan      | episodio "Seven Years"                   |
| 2010            | The Whole Truth                | Dan Olin             | episodio "Judicial Discretion"           |
| 2009 - 2010     | United States of Tara          | Nick Hurley          | 9 episodios                              |
| 2010            | Parenthood                     | Timm                 | 2 episodios                              |
| 2010            | Eastwick                       | Danny Torcoletti     | episodio "Pampered and Tampered"         |
| 2009            | Trauma                         | Davey                | 2 episodios                              |
| 2009            | Lie to Me                      | Agente Young         | episodio "Sacrifice"                     |
| 2009            | Medium                         | Michael Skahan       | episodio "Truth Be Told"                 |
| 2007            | CSI: Miami                     | Mike Farallon        | 2 episodios                              |
| 2007            | Law & Order                    | Peter Fetzer         | episodio "Over Here"                     |
| 2002 - 2007     | The Sopranos                   | Brian Cammarata      | 8 episodios                              |
| 2007            | Stargate: Atlantis             | Mike Branton         | episodio "Sunday"                        |
| 2005 - 2006     | The West Wing                  | Bram Howard          | 16 episodios                             |
| 2006            | Beautiful People               | Ben Lewis            | 8 episodios                              |
| 2006            | Las Vegas                      | Garrison Wheeler     | episodio "Urban Legend"                  |
| 2004            | NCIS                           | Balboa               | episodio "Bête Noire"                    |
| 2004            | Joan of Arcadia                | Doctor de Emergencia | episodio "No Bad Guy"                    |
| 2003            | Whoopi                         | Daryl                | episodio "Sticky Fingers"                |
| 2000            | The $treet                     | Dean                 | episodio "Pilot"                         |

### Películas
| Año  | Título                    | Personaje         | Notas |
| ---- | ------------------------- | ----------------- | --- |
| 2015 | Hot Pursuit               | Hauser            | junto a Sofía Vergara, Reese Witherspoon, Michael Mosley, Robert Kazinsky y Richard T. Jones                  |
| 2014 | Alex of Venice            | Jamie             | junto a Mary Elizabeth Winstead, Chris Messina, Don Johnson, Michael Chernus, Julianna Guill y Will McCormack |
| 2013 | The Sublime and Beautiful | Mike Embree       | junto a Blake Robbins, Laura Kirk, Anastasia Baranova, Matthew Boyle y Chris Bylsma                           |
| 2013 | Automotive                | Paul              | junto a Will Estes, Emily Baldoni, Tessa Thompson y Ross McCall                                               |
| 2013 | Saving Lincoln            | Nathaniel Rulough | junto a Tom Amandes, Lea Coco, Penelope Ann Miller y Bruce Davison                                            |
| 2012 | Buoy                      | Danny             | junto a Tina Holmes                                                                                           |
| 2012 | Blue-Eyed Butcher         | Compañero de Jeff | junto a Sara Paxton, Justin Bruening, W. Earl Brown, Michael Gross y Erin Cahill                              |
| 2012 | Celeste & Jesse Forever   | Nick Moran        | junto a Rashida Jones, Andy Samberg, Ari Graynor, Eric Christian Olsen, Rob Huebel y Elijah Wood              |
| 2011 | A Novel Romance           | Buddy Andrews     | junto a Shannon Elizabeth, Steve Guttenberg, Doug E. Doug y Jay O. Sanders                                    |
| 2010 | Veil                      | Paul Braddock     | junto a Diane Chambers, Nicki Micheaux, Bonnie Root y Richard Roundtree                                       |
| 2008 | B.O.H.I.C.A.              | Busche            | junto a Nicholas Gonzalez, Taylor Gerard Hart, James McAdams, Adam Rodríguez y Brian Unger                    |
| 2008 | Christmas Break           | Stu               | corto - junto a Stacey Dash, Adam Rodriguez, Nicholas Gonzalez y Oscar Orosco                                 |
| 2008 | Trailer Park of Terror    | Pastor Lewis      | junto a Nichole Hiltz, Lew Temple, Jeanette Brox, Myk Watford y Michelle Lee                                  |
| 2007 | Suspect                   | Marty Fisher      | junto a Carrie-Anne Moss, Michael Ealy, Charles S. Dutton, Erik Palladino, Arie Verveen y Mark Pellegrino     |
| 2007 | Ghost Image               | Tucker            | junto a Elisabeth Röhm, Stacey Dash, Waylon Payne y Roma Maffia                                               |
| 2006 | Room 314                  | Nick              | junto a Joelle Carter, Sarah Jenkins, Michael Knowles y Michael Laurence                                      |
| 2006 | Ira & Abby                | Seth              | junto a Chris Messina, David Margulies, Kali Rocha, Jennifer Westfeldt y Judith Light                         |
| 2005 | Why George?               | Anthony           | junto a Yan England, Tim Kubart, Sabin Lomac y Justin Okin                                                    |
| 2005 | Nick and Stacey           | Nick              | corto - junto a Joelle Carter                                                                                 |
| 2004 | Tempting Adam             | Brad              | junto a Joelle Carter, Jeremiah Alexis, Jayce Bartok y Samrat Chakrabarti                                     |
| 2004 | Cooking Lessons           | Forest            | junto a Gil Bellows, Lindy Booth, Beverley Breuer y Stefano Giulianetti                                       |
| 2003 | North of Providence       | DJ                | corto - junto a Reiko Aylesworth, Mark Belasco y Judy Del Giudice                                             |
| 2001 | Chelsea Walls             | Oficial           | junto a Bianca Hunter, Kevin Corrigan, Rosario Dawson, Paz de la Huerta, Guillermo Díaz y Vincent D'Onofrio   |
| 2000 | The Gypsy Years           | Christian Murphy  | junto a Jacqueline Anderson, Christopher Jewett, Chad Beckim y Tonya Cornelisse                               |
| 2000 | The Doghouse              | Mickey Summer     | junto a Nahanni Johnstone, Frank Deal, Freddie Ganno y Bruno Gunn                                             |
| 1997 | The North End             | Freddie Fabucci   | junto a Frank Vincent, Tony Darrow, Lina Sivio, Lina Sivio y Mark Belasco                                     |

### Videojuegos
| Año  | Título                   | Personaje              | Notas                           |
| ---- | ------------------------ | ---------------------- | ------------------------------- |
| 2012 | Mass Effect 3            | Teniente Steve Cortez  | prestó su voz para el personaje |
| 2011 | L.A. Noire               | Henry Arnett           | prestó su voz para el personaje |
| 2011 | Socom 4: U.S. Navy Seals | Oficial de Operaciones | prestó su voz para el personaje |

### Director, escritor y productor
| Año  | Título          | Notas                                  |
| ---- | --------------- | -------------------------------------- |
| 2008 | Christmas Break | corto - director, escritor y productor |

### Teatro
| Año  | Obra           | Personaje   | Teatro                        | Notas                                |
| ---- | -------------- | ----------- | ----------------------------- | ------------------------------------ |
| 2008 | Speed the Plow | Bobby Gould | American Conservatory Theater | junto a Jessi Campbell y Andrew Polk |